# Trasporti in Scozia
La rete di trasporti in Scozia è generalmente ben sviluppata. Gran parte delle infrastrutture e dello sviluppo sono controllate dal Parlamento scozzese. Transport Scotland è l'agenzia esecutiva responsabile della rete di trasporto scozzese.
Alcuni aspetti della politica e dell'amministrazione dei trasporti sono riservati (cioè, non devoluti), e sono quindi responsabilità del governo del Regno Unito attraverso il Dipartimento per i trasporti:
- Certificazione di guida e veicolo
- Legislazione che regola il trasporto aereo
- Alcune legislazioni che regolano il trasporto marittimo e la navigazione (compresa la maggior parte degli aspetti della navigazione mercantile)
- Servizi ferroviari transfrontalieri (anche se il franchising della Caledonian Sleeper è devoluto)
- Funzionamento del sistema di numerazione delle strade della Gran Bretagna
- Trasporto di materiale radioattivo

## Ferrovie
Ci sono molte ferrovie in Scozia, il 29% (rispetto al 40% nel Regno Unito nel suo complesso). Gran parte dei treni del paese sono alimentati a gasolio. Le ferrovie collegano le città scozzesi e la Scozia con l'Inghilterra.

## Trasporto su strada
La rete stradale scozzese è molto fitta. La maggior parte delle autostrade è nel mezzo della Scozia nella Central Belt, dove vi è la più alta densità di popolazione.

### Autobus
La Scozia ha un servizio di autobus ben sviluppato. Si stima che fino al 95% abiti a 5 minuti a piedi dalla fermata dell'autobus.

## Trasporto via acqua
In Scozia, per le sue caratteristiche geografiche, il trasporto per via acqua è molto importante. Un gran numero di passeggeri viene trasportato dai traghetti. I traghetti viaggiano verso le isole, le penisole e le rotte internazionali della Scozia (principalmente verso i paesi scandinavi: Norvegia, Svezia, Danimarca). La Scozia non ha mai avuto una vasta rete di canali come l'Inghilterra. Tuttavia, ci sono diversi canali nel paese, il più importante dei quali è il Forth and Clyde Canal, l'Union Canal e il Caledonian Canal. I canali d'acqua sono utilizzati principalmente per la ricreazione.